# Abo Eisa
Abobaker Mamoun Eisa (* 5. Januar 1996 in Khartum), auch als Abo Eisa bekannt, ist ein englisch-sudanesischer Fußballspieler. 

## Karriere

### Verein
Abo Eisa erlernte das Fußballspielen in der Pro Touch Soccer Academy und bei St Albans City. Von 2015 bis 2018 spielte er bei den unterklassigen Vereinen des FC Uxbridge und des FC Wealdstone. Im Januar 2018 wechselte er nach Shrewsbury zum Drittligisten Shrewsbury Town. Von Ende Januar 2019 bis Saisonende wurde er an den Viertligisten Colchester United ausgeliehen. Für den Verein aus Colchester bestritt er 14 Viertligaspiele. Von August 2019 bis Juni 2024 spielte er für die Viertligisten Scunthorpe United, Bradford City und Grimsby Town. Im Juli 2024 zog es ihn nach Asien. Hier unterschrieb er in Thailand einen Vertrag beim Erstligisten Nongbua Pitchaya FC. Am Ende der Saison 2024/25 belegte er mit Nongbua den 14. Tabellenplatz und musste somit in die zweite Liga absteigen. Nach dem Abstieg verließ er den Verein und schloss sich Anfang August 2025 dem Erstligaaufsteiger Chonburi FC an.

### Nationalmannschaft
Abo Eisa spielte 2023 zweimal in der sudanesischen Nationalmannschaft. Sein Debüt gab er am 16. November 2023 in einem WM-Qualifikationsspiel gegen Togo.